# Kalou (vijzel)

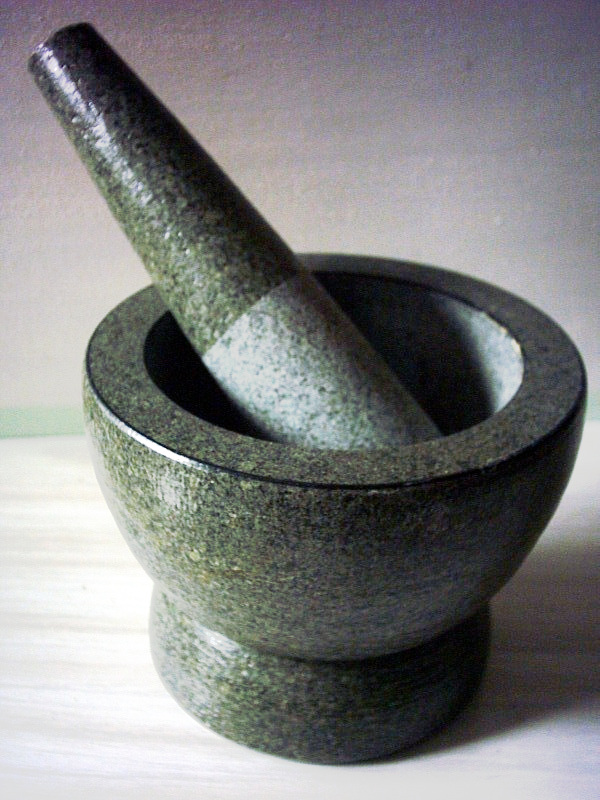
Een kalou

Een kalou is een soort vijzel dat men op Réunion vaak als keukengerei gebruikt, vooral wanneer men een traditionele soort curry of andere traditionele gerechten maakt. Het is een stenen beker met een stamper.